# Helkijärvi
Helkijärvi eller Hetkijärvi är en sjö i Finland. Den ligger i kommunen Enare i landskapet Lappland, i den norra delen av landet, 900 km norr om huvudstaden Helsingfors. Helkijärvi ligger 183 meter över havet. Arean är 12,5 hektar och strandlinjen är 1,91 kilometer lång. Sjön  ingår i Pasvik älvs huvudavrinningsområde. 